# Baldur’s Gate: Opowieści z Wybrzeża Mieczy
Baldur’s Gate: Opowieści z Wybrzeża Mieczy (ang. Baldur’s Gate: Tales of the Sword Coast) – rozszerzenie gry Wrota Baldura, wydane w 1999 roku przez Black Isle Studios. 
Zmiany wprowadzone przez dodatek:
- cztery nowe obszary wraz z podlokacjami – Wieża Durlaga, Broda Ulgotha, Wyspa wilkołaków, Lodowa wyspa
- ponad 70 nowych przedmiotów,
- 17 nowych przeciwników,
- 11 nowych czarów dla klasy czarodzieja i 6 dla kleryka,
- podwyższenie maksymalnej możliwej do zdobycia ilości punktów doświadczenia z 89000 do 161000,
- nowy typ broni: sejmitar,
- drobne zmiany w silniku i zasadach gry.